# لائیا پونس
لائیا پونس (اسپانیایی: Laia Pons‎؛ زادهٔ ۲۴ آوریل ۱۹۹۳) شناگر موزون اهل اسپانیا است.